# Bartolomeo Bimbi

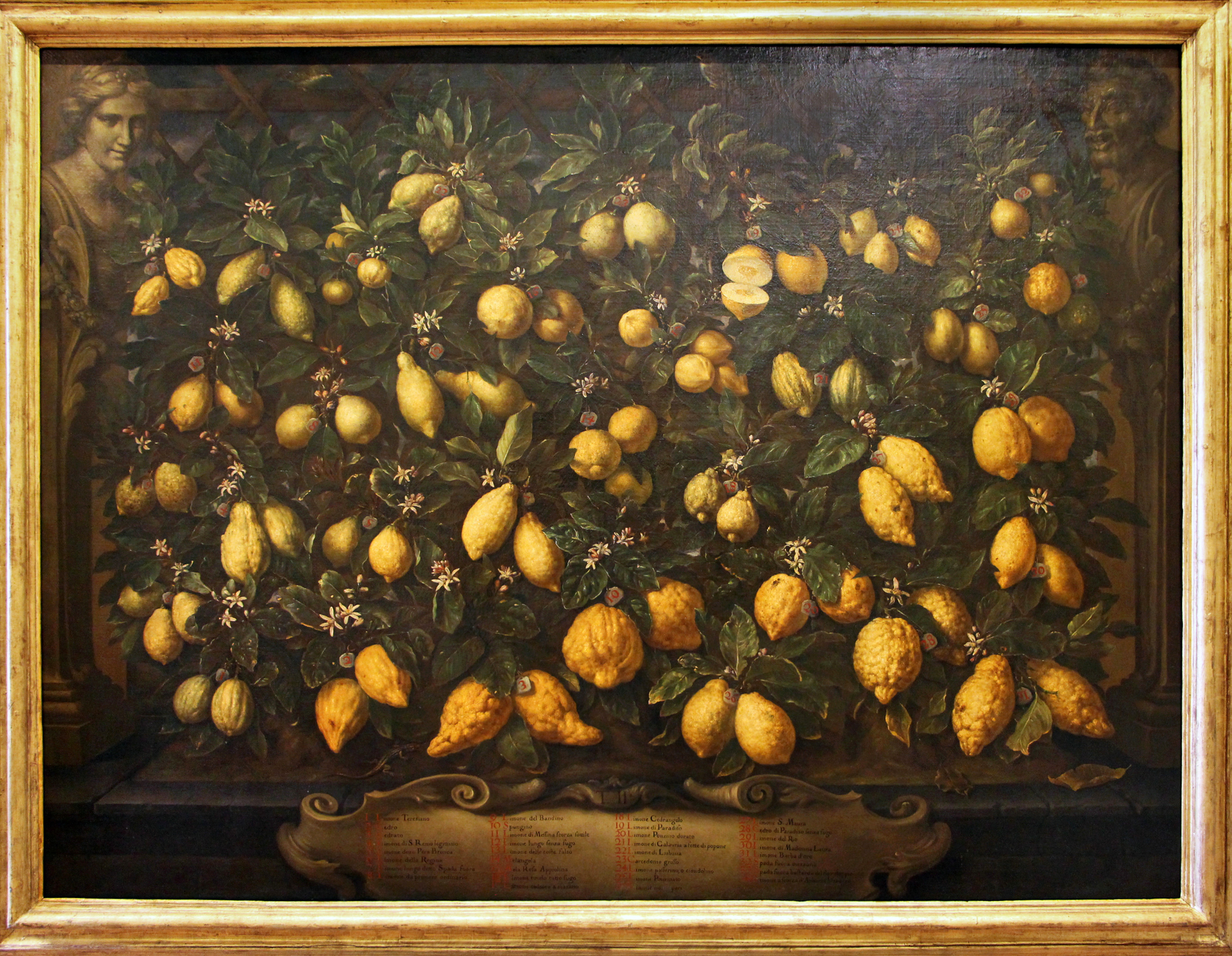
Bartolomeo Bimbi: Zitrusfrüchte, 1715,
Villa medicea di Poggio a Caiano

Bartolomeo Bimbi (* 1648 in Settignano, bei Florenz, Großherzogtum Toskana; † 1729 ebenda) war ein florentinischer Maler, der auf Stillleben spezialisiert war.

## Werdegang
Bartolomeo Bimbi studierte in Rom, zu seinen Lehrmeistern gehörte Lorenzo Lippi. In seinen frühen Jahren malte er auch historische Bilder, widmete sich später aber ganz der Malerei von Stillleben, vor allem von Blumen- und Früchtebildern. So schuf er „um 1700 für oberitalienische Landsitze Gemälde mit zahlreichen Sorten von Baumfrüchten (…), z. B. eine Darstellung allein mit 34 Zitronensorten.“ Er malte und dokumentierte seine Bilder mit wissenschaftlicher Genauigkeit. Bimbi arbeitete vor allem für die Medici, sein Hauptauftraggeber war Cosimo III., der ein Faible für Botanik hatte und die Villa Medici La Topaia mit seinen Gemälden ausschmücken ließ.
Vom 11. Mai bis zum 20. Juli 2008 gab es eine Einzelausstellung in der Villa Medicea in Poggio a Caiano (Titel: Stravaganti e bizzarri. Ortaggi e frutti dipinti da Bartolomeo Bimbi per i Medici).

## Bildergalerie
Alle abgebildeten Gemälde sind in Öl auf Leinwand gemalt.

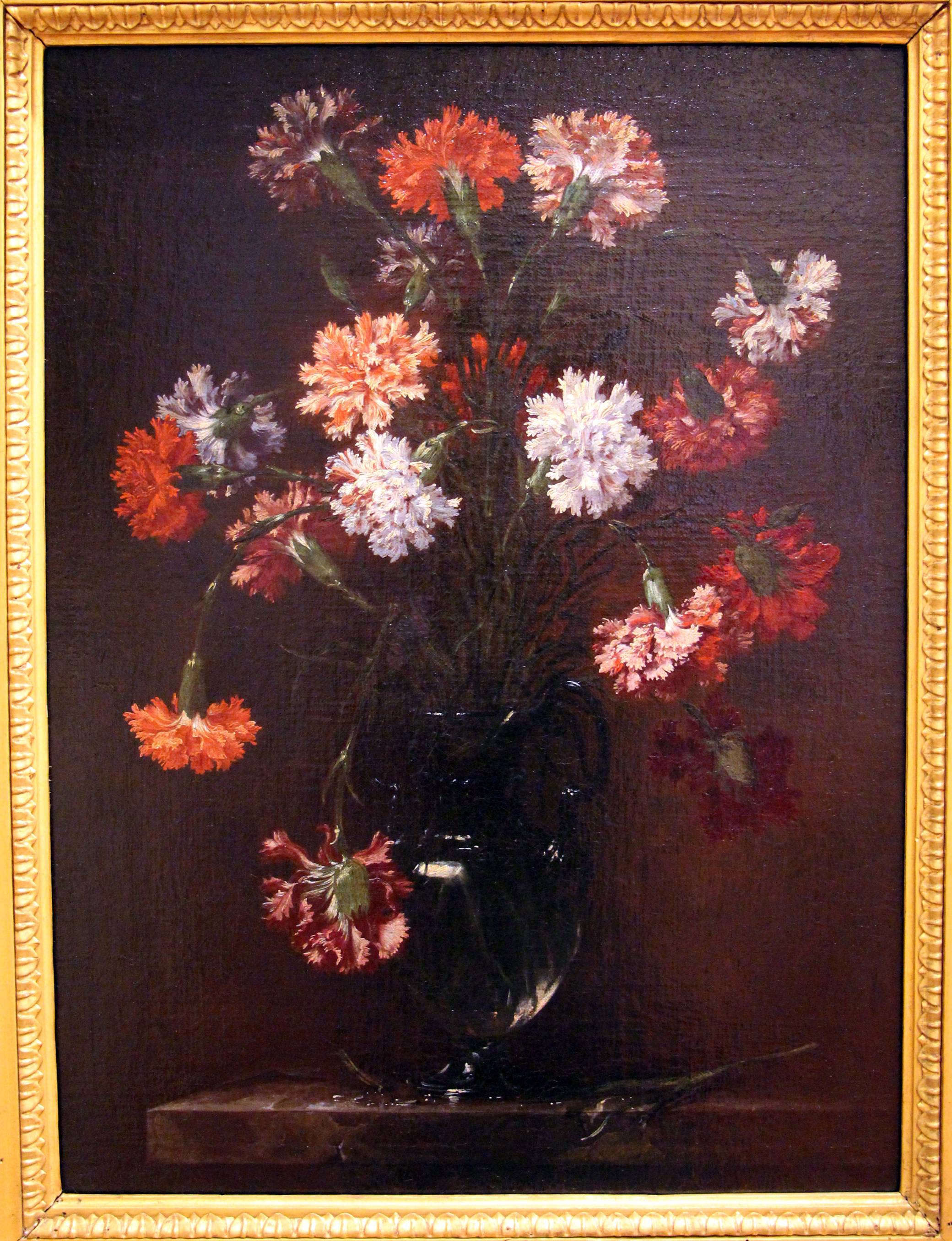
Nelken in Glasvase, 1715, Villa medicea di Poggio a Caiano
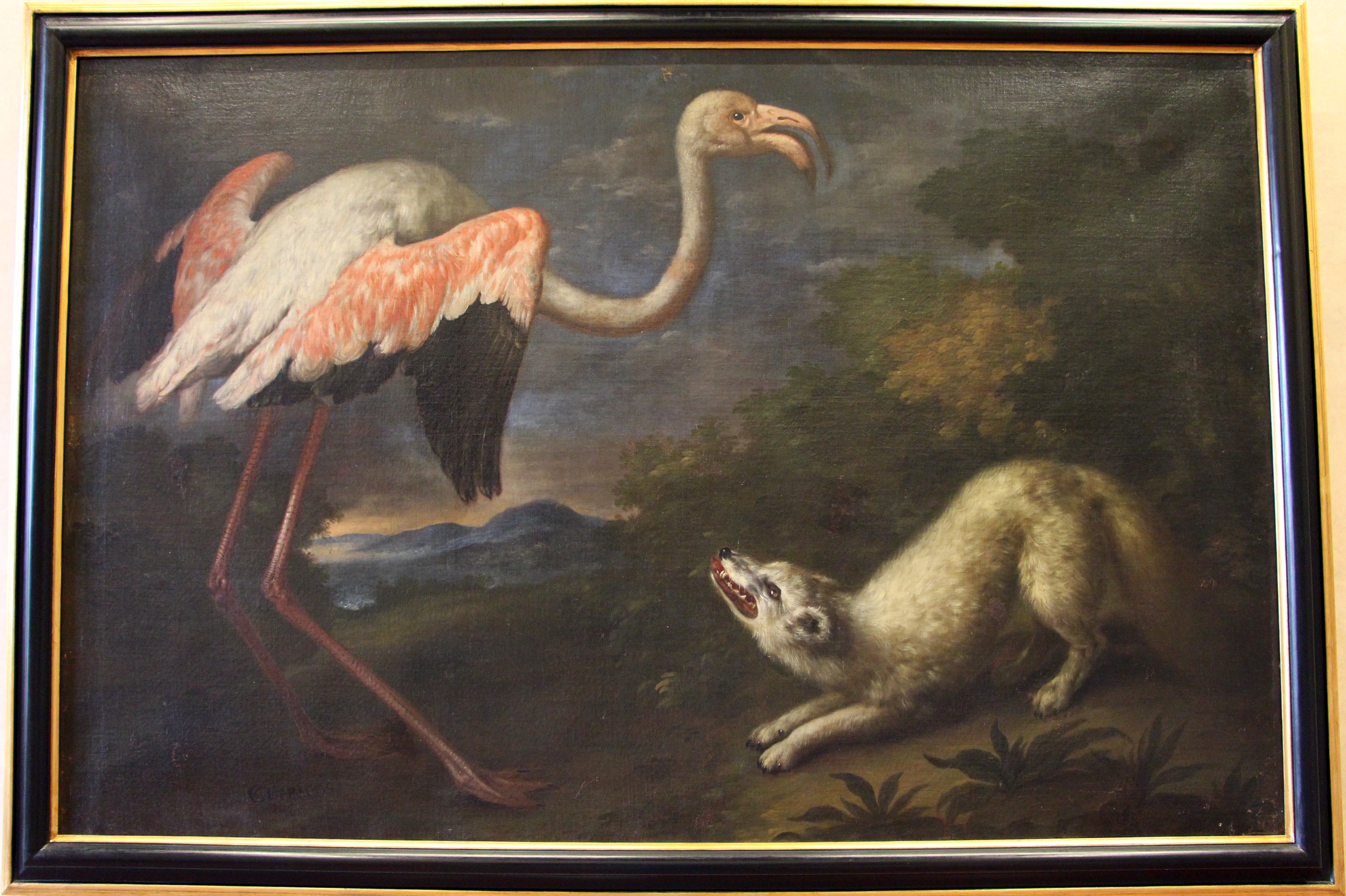
Flamingo und Fuchs, 1717, Villa medicea di Poggio a Caiano
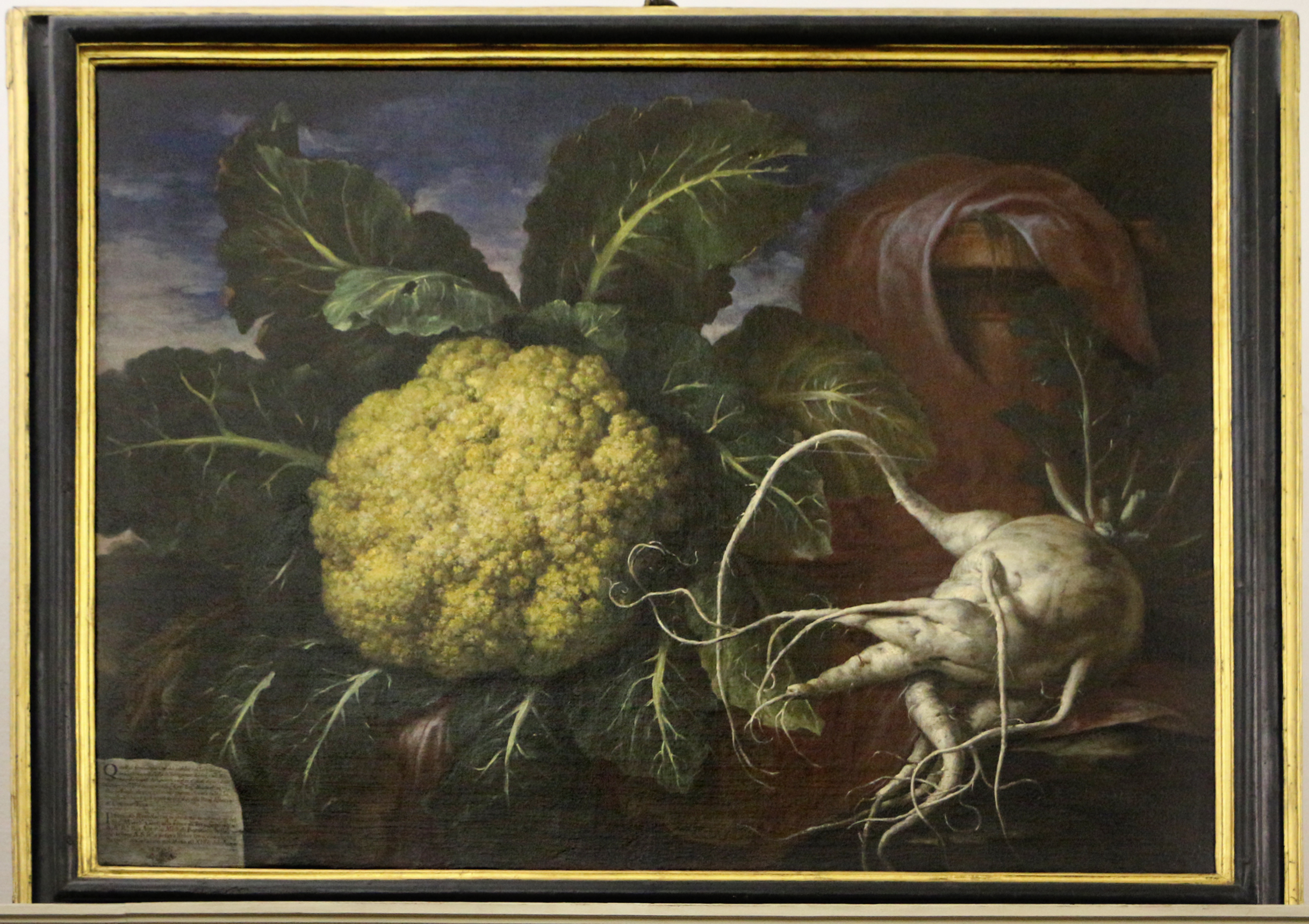
Riesiger Blumenkohl und Rettich, Museo di storia naturale, Florenz
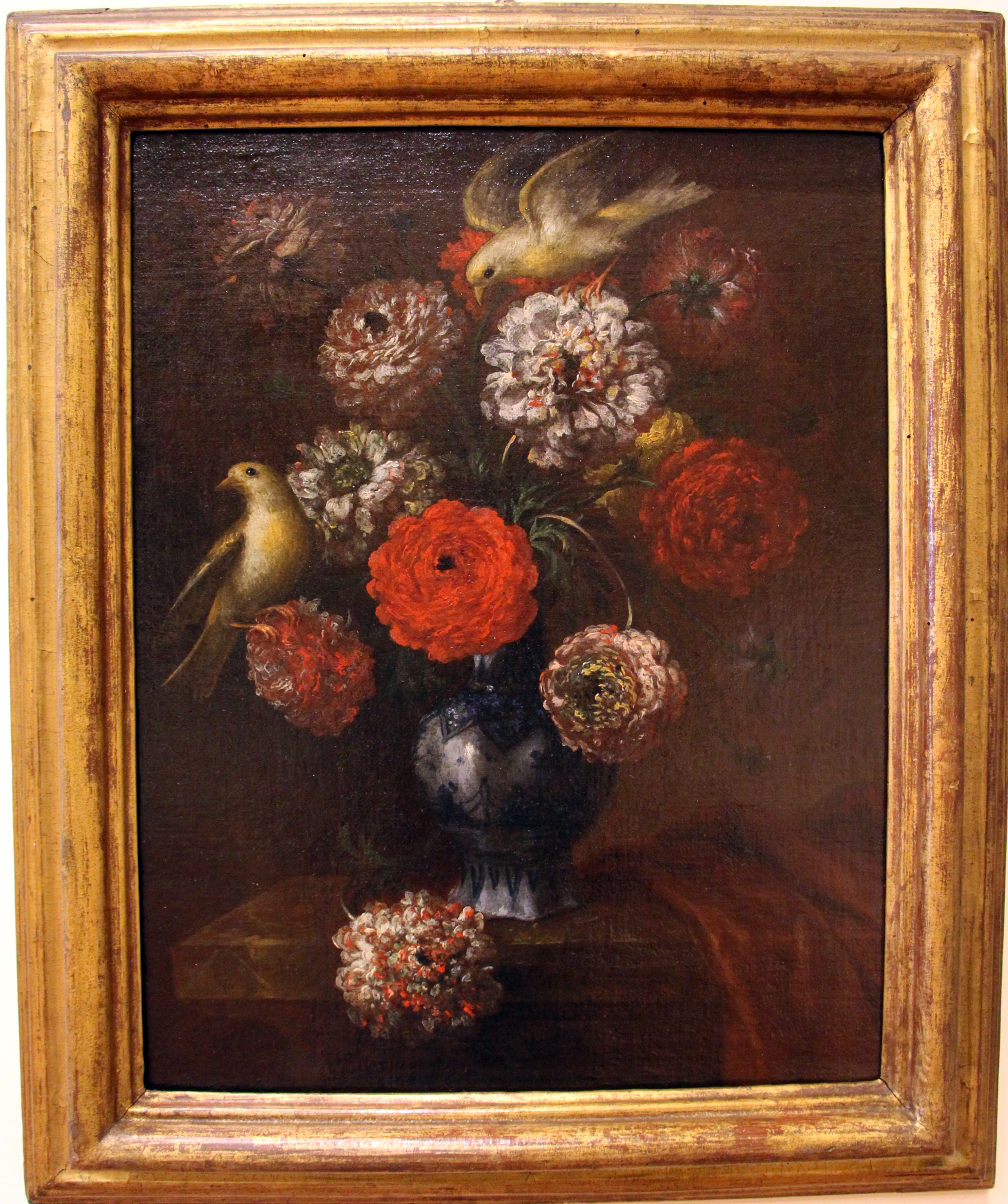
Blumenvase mit zwei Vögeln, Villa medicea di Poggio a Caiano
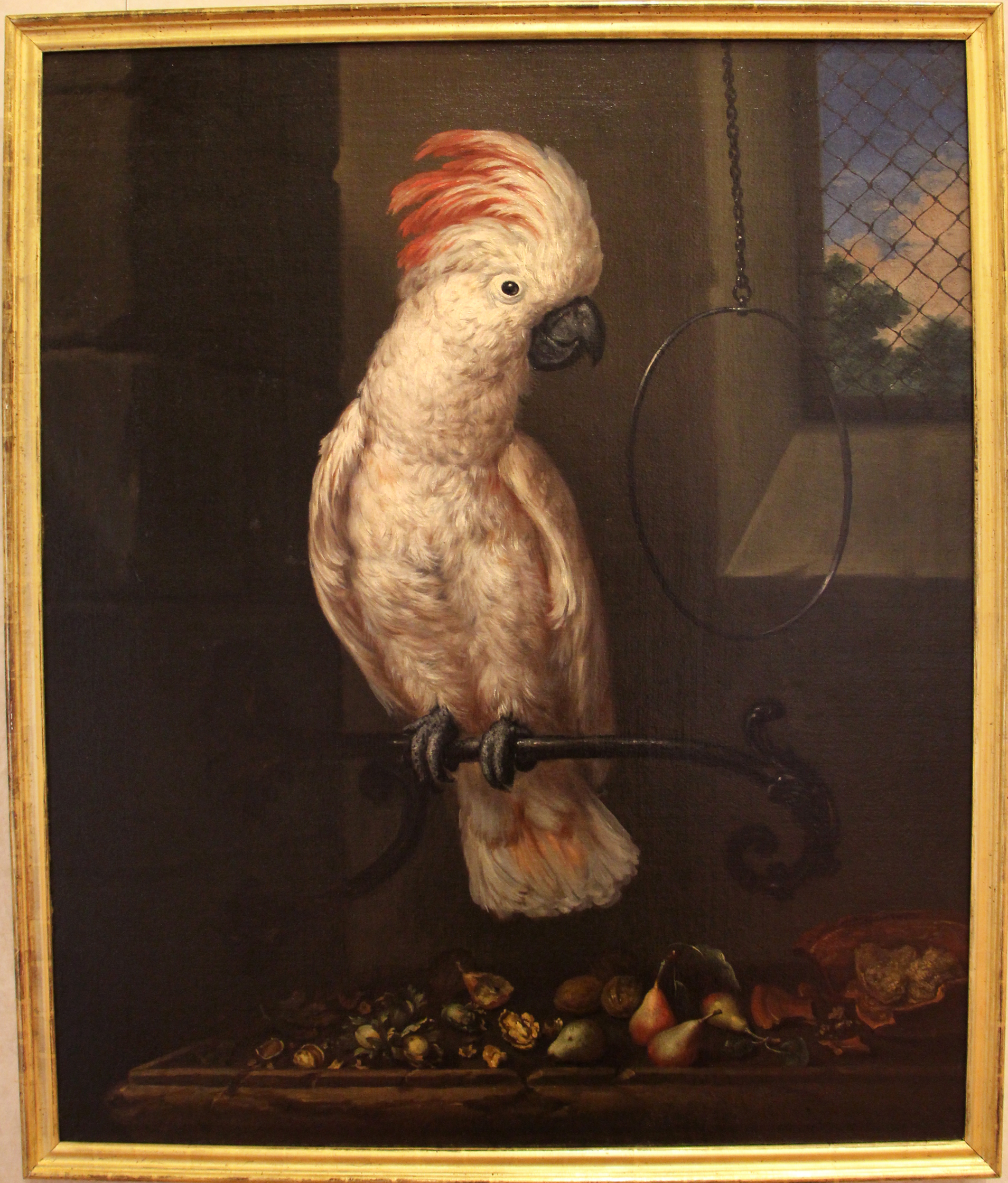
Molukkenkakadu, 1716, Villa medicea di Poggio a Caiano
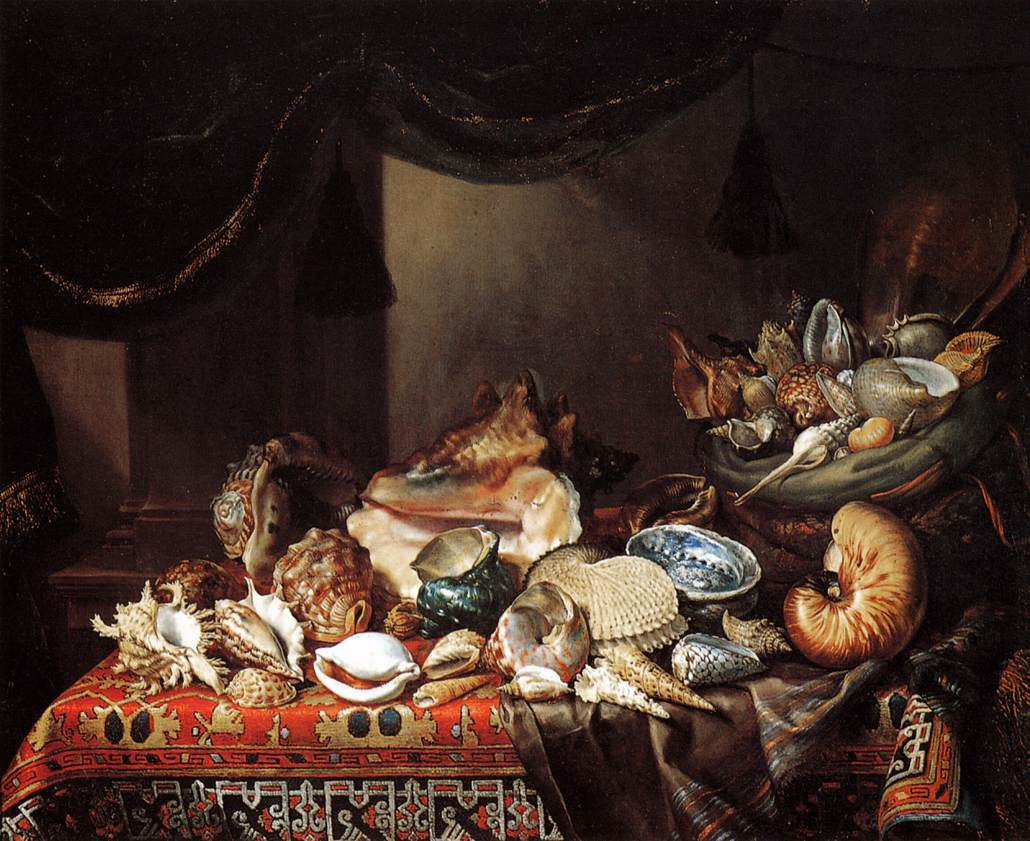
Muscheln und Korallen auf einem Teppich, Palazzo della Provincia, Siena
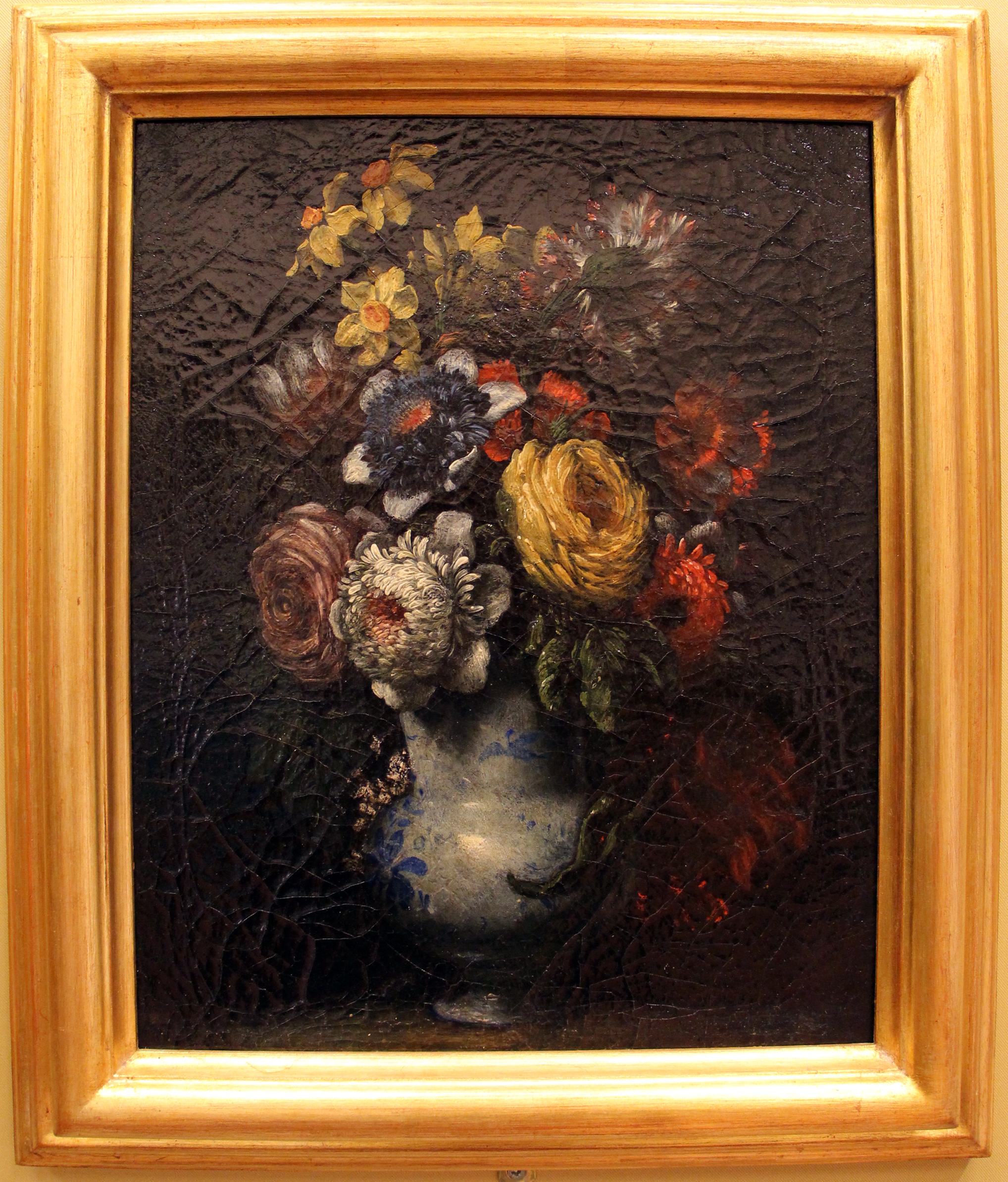
Fayencevase mit Anemonen, Rosen und anderen Blumen, Villa medicea di Poggio a Caiano
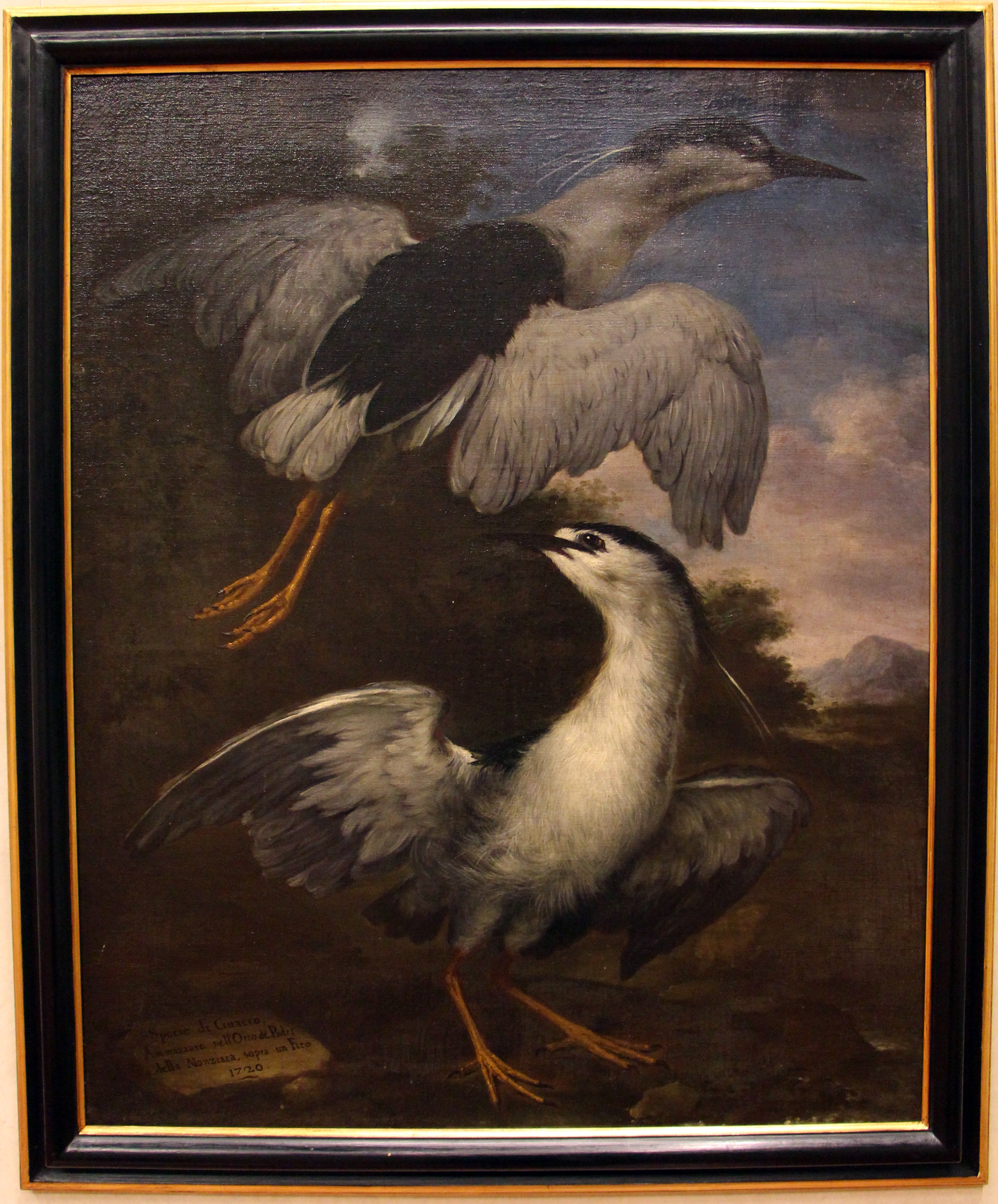
Zwergdommeln (guacco ‘della nunziata’), Villa medicea di Poggio a Caiano